# Phaedrotoma depeculator
Phaedrotoma depeculator är en stekelart som beskrevs av Forster 1862. Phaedrotoma depeculator ingår i släktet Phaedrotoma och familjen bracksteklar. Inga underarter finns listade i Catalogue of Life.